# Ноби Нобс
Сесил Уормсбороу Ст. Джон Нобс', (на английски: Cecil Wormsborough St. John Nobbs), известен повече като Ноби Нобс (на английски: Nobby Nobbs), e литературен герой от фентъзи-поредицата на Тери Пратчет Светът на диска. Той е полицай в Анкх-Морпоркската градска стража и за първи път се споменава в книгите от поредицата в Стражите! Стражите!.

## Описание
Ефрейтор Ноби Нобс е дребно човече с лоша хигиена и вид на плъх в човешки образ. Принадлежността му към човешкия вид е доста съмнителна, но той разполага с документ за нея, подписан лично от Патриция на Анкх-Морпорк. (Все пак трябва да бъде сложен някъде. При животните не може – те мигновено биха си събрали багажа и биха се вдигнали другаде.) В документа, типично за лорд Ветинари, се казва, че Ноби Нобс е човек в границата на статистическата вероятност.
Типичният белег на Ноби е затъкнатият зад ухото фас. Цигарите в негово присъствие се превръщат бързо във фасове, и си остават такива неограничено време. Страстта му е театралната самодейност, и той я прилага често и в живота. Основното му качество се нарича клептомания – би отмъкнал всичко, което не е заковано прекалено здраво, за да може той да го разхлаби и изтръгне.
Ноби е типът човек, който се присъединява към армията, за да краде от труповете. (В конкретния случай – към Градската стража, заради подкупите, които е мислел, че стражите получават.) Твърди се, че всеки войник носи в раницата си маршалски жезъл: е, в раницата на Ноби може да бъде намерено всичко, което е било оставено без достатъчно надзор. Въпреки това, той е честен за нещата, които са прекалено големи, за да бъдат откраднати. Един вид човек, на който не бива да поверяваш шепа монети, но можеш да му повериш живота си.
Поради ниския си ръст, Ноби Нобс е почитател на „мръсния“ бой, при който той не спазва никакви правила. (Още по-голям почитател е на това да се намира колкото се може по-далече от всякакъв възможен бой.) В книгите негов партньор и приятел е сержант Фред Колън. На моменти ефрейтор Нобс проявява голяма досетливост и съобразителност – особено в ситуации, свързани с оцеляване и избягване на неприятности.

## Произход и семейно положение
Упорито се твърди, че има благороден произход – например че бил Графът на Анкх. В тази връзка, веднъж дори е бил гласен за крал, но заговорът пропаднал – Ноби се отказал, от страх какво ще каже командирът му Самюел Ваймс, когато разбере. Доказан, макар и малко известен факт е, че притежава немалко благороднически реликви – достатъчно, за да бъде дори Дукесата на Куирм. Как се е сдобил с тях остава загадка за всички, които не го познават достатъчно добре.
В "Смрък" от Света на диска, Ноби се жени за гоблинка. В по-ранния си ергенски период, Ноби поне веднъж е бил гаджето на изключителната красавица и екзотична танцьорка Тауни, и за малко не се е оженил за нея – бил единственият наоколо, който не загубвал дар слово при вида ѝ. През останалото време, той смята себе си за обожател на Верити Пушпрам, продавачка на сергия за риба, и това му носи всичката риба, с която тя успее да го замери. В "Шовинист" Ноби е на мисия,  под командването на Патриция и се маскира като жена. 

## Ранни години
В "Нощна стража" става ясно, че Ноби се присъединява към стражата още когато е тийнеджър. Тъй като сержант-пристав Кийл(Ваймс) го използва за информатор, той го назначава за "нещатен служител на стражата" и го урежда с кльопачка. От младия Ноби научаваме, че баща му Главоча най-редовно попада в затвора, а като излезе от там го пребива от бой и му отнема заграбеното. В "Стражата! Стражата!" Ноби е един от малкото стражи, които Керът заварва   в Дневната стража - наред с Ваймс и Колън. 

## Награди
В "Под пара"  всички стражи които охраняват влака, превозващ джджешката кралица са наградени с адамантиев медал - включително и Ноби Нобс 

## Прототип
Конкретен прототип на Ноби не е известен, но косвените вероятно са немалко. Тери Пратчет споменава: „Където и да отида на среща с читатели, винаги се намира по някой полицай, който да ми каже, че в техния участък има жив Фред Колън или Ноби Нобс. Веднъж ми го каза абсолютен Ноби.“